# Argopleura conventus
Argopleura conventus är en fiskart som först beskrevs av Eigenmann, 1913.  Argopleura conventus ingår i släktet Argopleura och familjen Characidae. Inga underarter finns listade i Catalogue of Life.